# Perizoma comitata
Perizoma comitata är en fjärilsart som beskrevs av Jacob Hübner 1800. Perizoma comitata ingår i släktet Perizoma och familjen mätare. Inga underarter finns listade i Catalogue of Life.